# Afrida zoephila
Afrida zoephila är en fjärilsart som beskrevs av Dyar 1913. Afrida zoephila ingår i släktet Afrida och familjen trågspinnare. Inga underarter finns listade i Catalogue of Life.